# John Harsanyi
John Charles Harsanyi (em húngaro:  Harsányi János Károly; Budapeste, 29 de maio de 1920 — Berkeley, 9 de agosto de 2000) foi um economista húngaro, laureado com o Prémio de Ciências Económicas em Memória de Alfred Nobel de 1994.

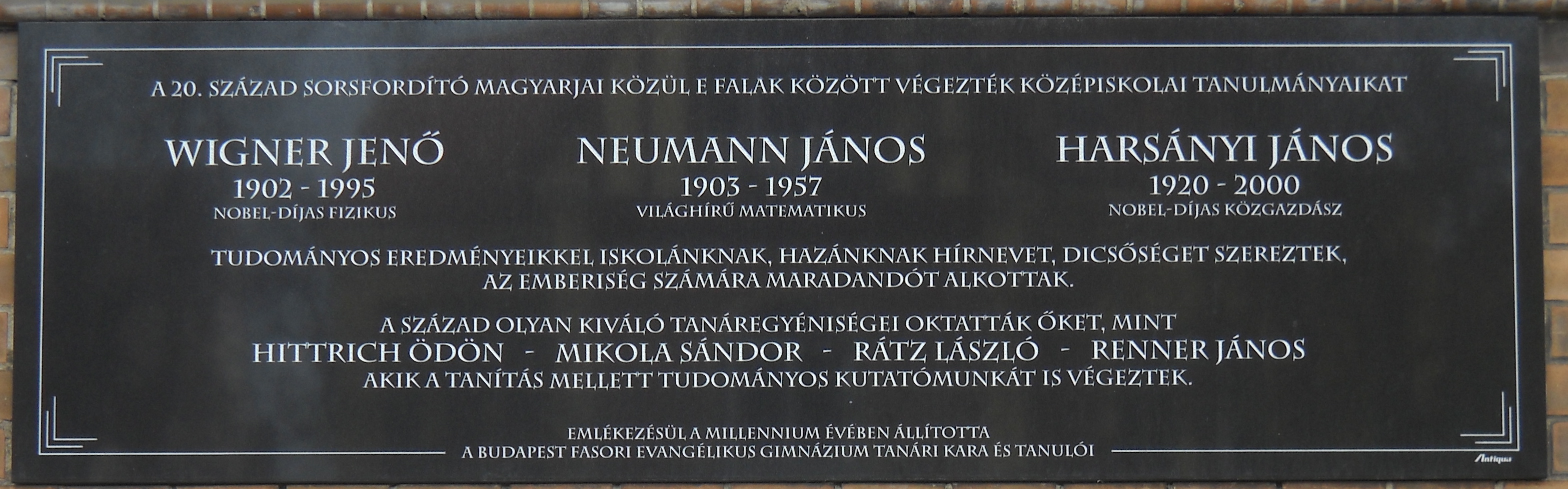
Placa comemorativa a Eugene Wigner, John von Neumann e John Harsanyi, Budapeste, Avenida Városligeti 17-21

É mais conhecido por suas contribuições para o estudo da teoria dos jogos e sua aplicação à economia, especificamente para o desenvolvimento da análise altamente inovadora de jogos de informação incompleta, os chamados jogos bayesianos. Também fez contribuições importantes para o uso da teoria dos jogos e raciocínio econômico em filosofia política e moral (ética especificamente utilitaristas), bem como contribuir para o estudo da seleção de equilíbrio. Por seu trabalho, foi um dos laureados, juntamente com John Nash e Reinhard Selten, com o Prémio de Ciências Económicas em Memória de Alfred Nobel de 1994.

## Publicações
Harsanyi começou a pesquisar ética utilitária em meados dos anos 50 na Universidade de Queensland em Brisbane. Isso levou a duas publicações explicando por que, antes de entender os problemas morais, a diferença entre as preferências pessoais e morais das pessoas deve ser distinguida.  Como ele diz no início de seu ensaio incluído no livro editado por A. Sen e B. Williams (ver abaixo), ele tenta conciliar três tradições do pensamento moral ocidental, as de Adam Smith, Immanuel Kant e a utilitarista (Bentham, Mill, Sidgwick e Edgeworth). Ele é considerado um dos mais importantes expoentes do "utilitarismo de regras”.
Depois de se mudar para os EUA com uma bolsa Rockefeller, onde foi supervisionado por Kenneth Arrow, Harsanyi foi influenciado pelas publicações de Nash sobre teoria dos jogos e tornou-se cada vez mais interessado no assunto.
- Harsanyi, John C. (1953). «Cardinal utility in welfare economics and in the theory of risk-taking». Journal of Political Economy. 61 (5): 434–435. JSTOR 1827289. doi:10.1086/257416 Pdf. Arquivado em abril 23, 2021, no Wayback Machine
- Harsanyi, John C. (1955). «Cardinal welfare, individualistic ethics, and interpersonal comparisons of utility». Journal of Political Economy. 63 (4): 309–321. JSTOR 1827128. doi:10.1086/257678 Pdf.
- Harsanyi, John C. (1962). «Bargaining in ignorance of the opponent's utility function» (PDF). Journal of Conflict Resolution. 6 (1): 29–38. JSTOR 172875. doi:10.1177/002200276200600104
- Harsanyi, John C. (1967). «Games with incomplete information played by "Bayesian" players, I-III. part I. The Basic Model». Management Science. 14 (3): 159–182. JSTOR 2628393. doi:10.1287/mnsc.14.3.159
- Harsanyi, John C. (1976). Essays on ethics, social behavior, and scientific explanation. Dordrecht, Holland Boston: D. Reidel Pub. Co. ISBN 9782266001656
- Harsanyi, John C. (1977). Rational behavior and bargaining equilibrium in games and social situations. Cambridge England New York: Cambridge University Press. ISBN 9780521208864 Harsanyi, John C. (1986). 1st paperback edition. [S.l.: s.n.] ISBN 9780521311830
- Harsanyi, John C. (1977). «Morality and the theory of rational behavior». Social Research. 44 (4): 623–656. JSTOR 40971169

Reimpresso como: Harsanyi, John C. (1982), «Morality and the theory of rational behaviour», in:  Sen, Amartya; Williams, Bernard, Utilitarianism and beyond, ISBN 9780511611964, Cambridge: Cambridge University Press, pp. 39–62.
- Harsanyi, John C. (1982). Papers in game theory. Dordrecht, Holland Boston U.S.A. Hingham, Massachusetts: D. Reidel Pub. Co. Sold. ISBN 9789027713612 reprint. [S.l.]: Springer. 2013. ISBN 9789401725279
- Harsanyi, John C.; Selten, Reinhard (1988). A general theory of equilibrium selection in games. Cambridge, Massachusetts: MIT Press. ISBN 9780262081733[3]